# تل حاجب
تل حاجب قرية سوريّة تتبع إداريّاً لمحافظة حلب منطقة عين العرب ناحية مركز عين العرب، بلغ تعداد سكانها 1,546 نسمة حسب التعداد السكاني لعام 2004.